# Pistoia
Pistoia é uma comuna italiana da região da Toscana, província de Pistoia, com cerca de 83 936 habitantes. Estende-se por uma área de 236 km², tendo uma densidade populacional de 356 hab/km². Faz fronteira com Agliana, Cantagallo (PO), Granaglione (BO), Lizzano in Belvedere (BO), Marliana, Montale, Piteglio, Porretta Terme (BO), Quarrata, Sambuca Pistoiese, San Marcello Pistoiese, Serravalle Pistoiese.
A cidade é a terra natal do Papa Clemente IX, que liderou a Igreja Católica entre 1667 a 1669.

## O Brasil na segunda guerra mundial
Nela se localiza o Cemitério de Pistoia, onde foram enterrados os soldados brasileiros da Força Expedicionária Brasileira - FEB  que lutaram ao lado dos Aliados na Segunda Guerra Mundial. Anos depois os corpos foram transferidos para o Aterro do Flamengo, mas em Pistoia permanecem as placas com os nomes.

## Demografia
| Variação demográfica do município entre 1861 e 2011                               |
|                                                                                   |
| Fonte: Istituto Nazionale di Statistica (ISTAT) - Elaboração gráfica da Wikipedia |